# Takako Shirai
Pour les articles homonymes, voir Shirai.
Takako Shirai (白井貴子, Shirai Takako), née le 18 juillet 1952 à Okayama (Japon), est une joueuse de volley-ball japonaise.
Elle fait partie de la sélection nationale japonaise sacrée championne olympique aux Jeux d'été de 1976 à Montréal et médaillée d'argent aux Jeux d'été de 1972 à Munich.

## Palmarès
- Jeux olympiques (1)
  - Vainqueur : 1976
  - Finaliste : 1972

- Championnat du monde (1)
  - Vainqueur : 1974

- Coupe du monde (1)
  - Vainqueur : 1977